# Урекешть (Арджеш)
Урекешть, Урекешті (рум. Urechești) — село у повіті Арджеш в Румунії. Входить до складу комуни Чикенешть.
Село розташоване на відстані 148 км на північний захід від Бухареста, 48 км на північний захід від Пітешть, 121 км на північний схід від Крайови, 89 км на південний захід від Брашова.

## Населення
За даними перепису населення 2002 року у селі проживали 488 осіб, усі — румуни. Усі жителі села рідною мовою назвали румунську.